# Betonien

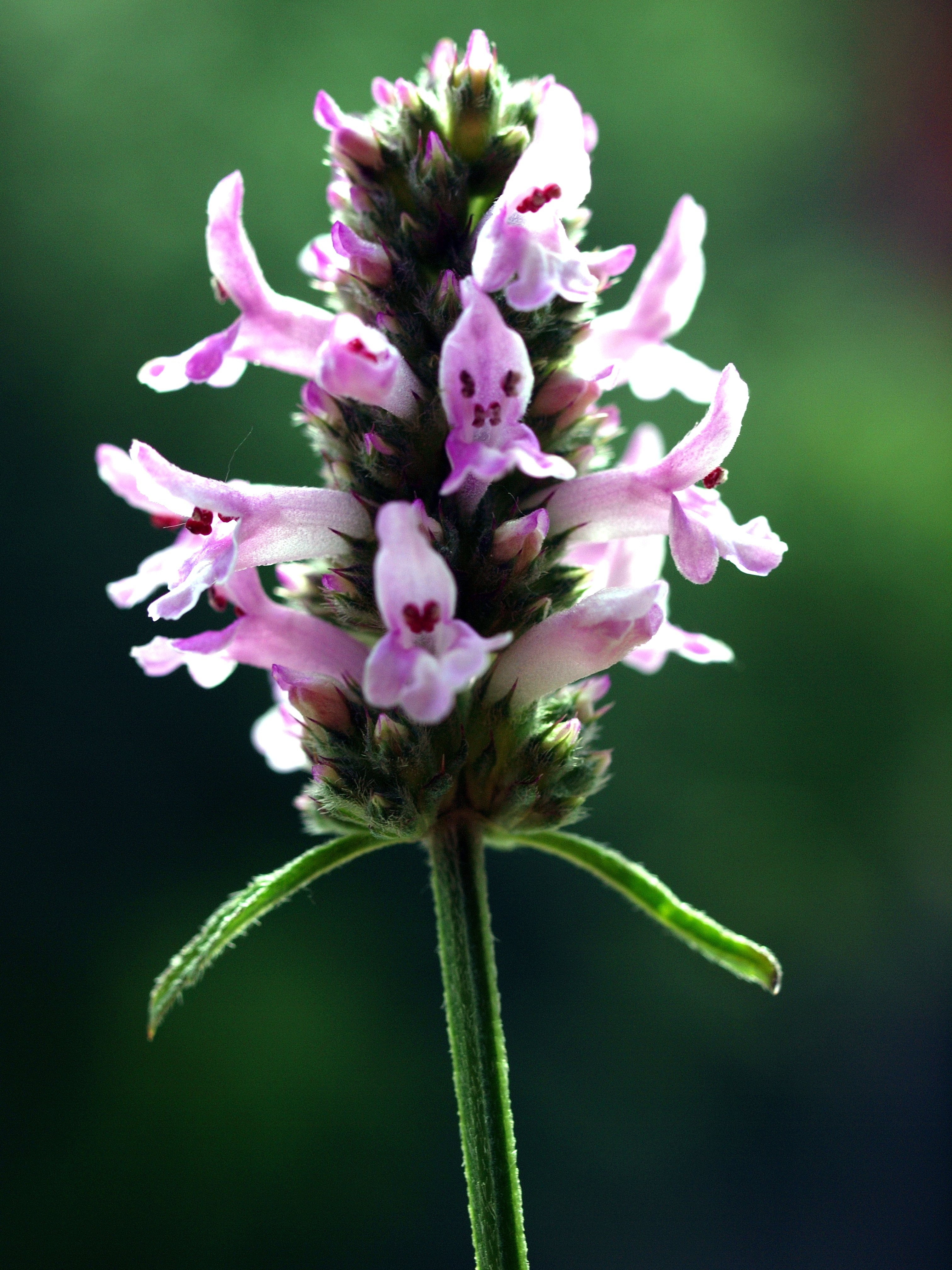
Montane Form der Späten Betonie

Die Betonien (Betonica) sind eine Pflanzengattung innerhalb der Familie der Lippenblütengewächse (Lamiaceae). Die schon von Linné aufgestellte Gattung wurde vielfach als Synonym für die Zieste (Stachys) genommen. 2010 als valider Name wiederbelebt, ist Betonica nun endgültig eine auch stammesgeschichtlich abgesicherte Gattung. Die artenarme Gattung ist über Europa, Westsibirien, Kleinasien, Nord-Iran bis in den Tien Shan verbreitet. Nur eine Art, die Echte Betonie, hat dabei ein größeres zusammenhängendes europäisch-westsibirisches Areal und wurde als Kulturpflanze in die Neue Welt und nach China eingeführt.

## Beschreibung und Ökologie

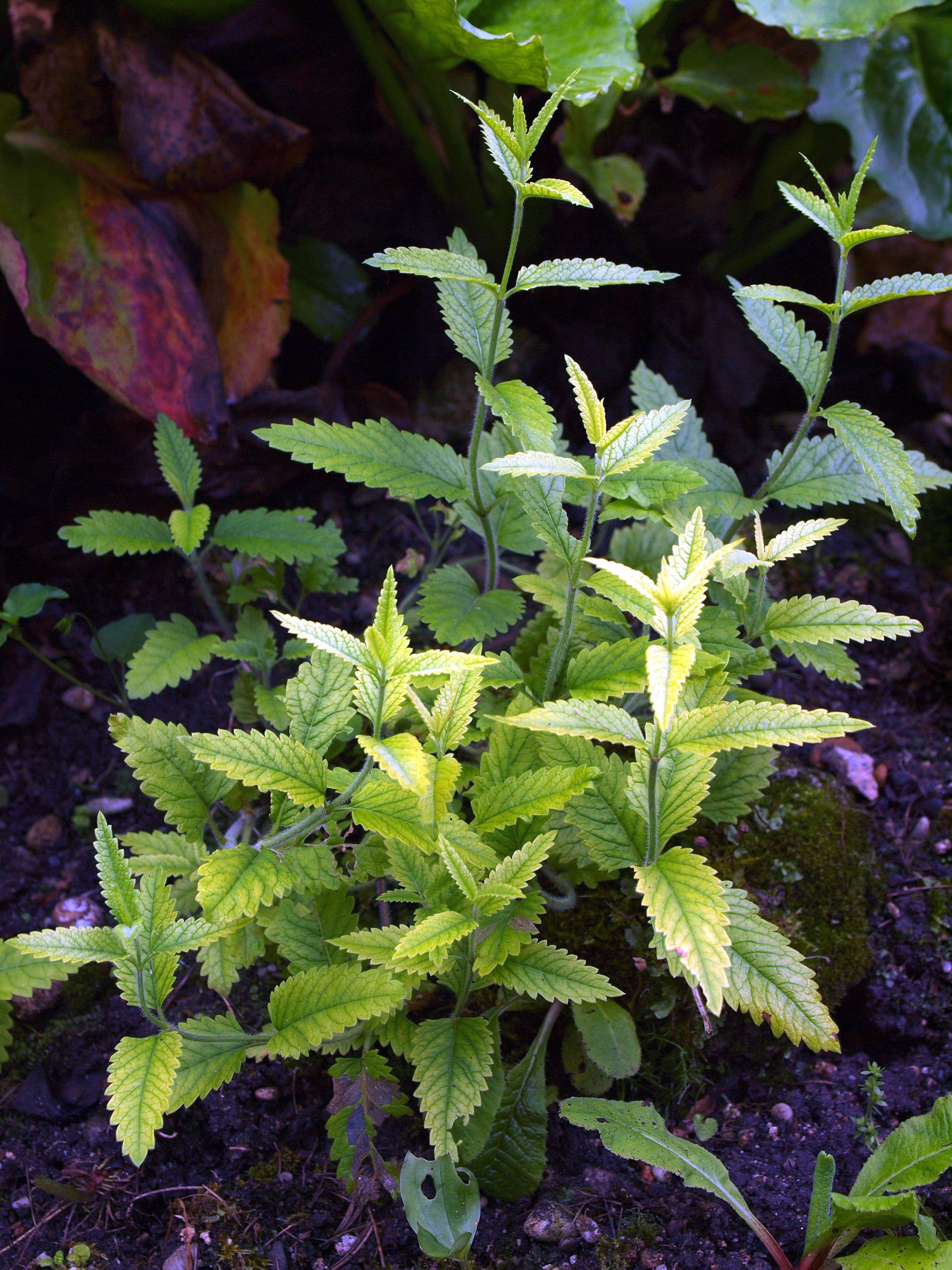
Betonica betoniciflora zeigt schön die gegenständigen Blätter der Gattung. Sie kommt in einem weiten Bereich Zentralasiens vor. Alle Betonien haben vierkantige Stängel als Charakteristikum aller Lippenblütler.

### Vegetative Merkmale
Die Betonica-Arten sind ausdauernde krautige Pflanzen. Sie bilden knotige Rhizome als Überdauerungsorgane. Sterile Blattrosetten sind meist vorhanden. Die Laubblätter sind in einer grundständigen Blattrosette und gegenständig am Stängel verteilt angeordnet. Der Blattstiel der grundständigen Laubblätter ist bis zu viermal so lang wie die Spreite. Die obersten Stängelblätter sind ungestielt.

### Generative Merkmale
Die Blüten stehen in Scheinquirlen zusammen. Die zwittrigen Blüten sind zygomorph mit doppelter Blütenhülle. Sie sind praktisch geruchlos (vgl. die süßlich riechenden Blüten von Betonica grandiflora). Der Kelch ist unregelmäßig fünfzähnig. Die Kronröhre weist eine stark variierende Krümmung auf. Die Kronblätter sind zu einer Kronröhre verwachsen, diese ist innen oft ohne Haarring (ausgenommen Betonica alopecuros). Die Kronoberlippe ist fast flach, von der Seite gesehen mehr oder weniger gerade, ganzrandig oder zweiteilig, selten dreiteilig; außen ist sie behaart. Die Unterlippe ist dreiteilig, mit ganzrandigem oder zweiteiligem Mittelabschnitt, der größer ist als die Seitenabschnitte. Die Staubblätter sind gerade nach vom gestreckt; die Staubbeutel besitzen getrennte, fast parallele Hälften.
Die Farbe der Blütenkrone ist neben der Gestalt der Blütenkrone (v. a. der Oberlippen) ein klares morphologisches Unterscheidungsmerkmal für die Sippen: Die Abweichungen im Farbton der purpurfarbenen Blüten sind gering und taxonomisch nicht brauchbar. Außerdem verblassen die Blüten gegen Ende der Blütezeit zunehmend.
- Betonica alopecuros s. l. gelb
- Betonica officinalis s. str. purpurfarben, selten weiß
- Betonica hirsuta purpurfarben
- Betonica haussknechtii elfenbeinfarben
- Betonica scardica weiß, rosafarben
- Betonica grandiflora purpurfarben

Die Bestäubung erfolgt meist durch Bienen.
Die Teilfrüchte sind braun, eiförmig, dreikantig.

### Blütezeiten
Die am frühesten blühende europäische Art ist Betonica alopecuros (aufgrund ihres Hochgebirgsstandortes im Juli bis August). Am spätesten blüht die Späte Betonie (Betonica serotina) (von Juli bis September, selten noch im Oktober). Die weiteren Arten blühen zwischen Juni und August (Betonica officinalis s. str., Betonica stricta, Betonica hirsuta – selten noch im September),, Juni und September (Betonica scardica) sowie Juli und August (Betonica haussknechtii). Die kaukasische Betonica grandiflora blüht im Juni und Juli.

## Chromosomensatz
Die bis jetzt untersuchten Betonien haben einen uniformen diploiden Chromosomensatz von 2n = 16. Zytologisch unterscheiden sich die Vertreter von Betonica durch die bei Stachys nur sehr selten auftretende Chromosomengrundzahl von x = 8. Zusätzlich hat Betonica (überwiegend über 3 μm) große meta- oder submetazentrische Chromosomen, wogegen Stachys kleine Chromosomen (zumeist kleiner als 2 μm) mit schwer sichtbaren Zentromeren hat.

## Phytochemische Bestandteile

### Inhaltsstoffe des Sekundärstoffwechsels
Insbesondere die Echte Betonie ist eine alte Heilpflanze, deren Inhaltsstoffe seit der Arbeit von Jeker (1993) auch in medizinischen Tests auf ihre pharmakologische Wirkung überprüft werden. Phytochemisch unterscheiden sich die einzelnen Arten der Gattung jedoch wenig.
Die Iridoide Allobetonicosid, 6-0-Acetylmioporosid und Acetylharpagid sowie die Phenylpropanoidglykoside Forsythosid B und Acteosid werden für die meisten Betonien nachgewiesen. Allobetonicosid ist dabei der Hauptinhaltsstoff von Betonica, ein Iridoid, das erstmals von Jeker isoliert wurde.
Dieser besondere Hauptinhaltsstoff des Sekundärstoffwechsels ist dabei nur für Betonica nachgewiesen worden.
Für die Echte Betonie wurden in der älteren Literatur folgende Inhaltsstoffe angegeben: Ätherisches Öl, Bitterstoffe, die Alkaloide Betonicin und Stachydrin, ferner Cholin und Turicin. Die in neueren Arbeiten mittels papier-chromatographischer Methoden mehrmals festgestellten Iridoide Harpagid und Acetylharpagid führten aufgrund der Verwechslung mit Allobetonicosid zu Falschmeldungen. Der Hauptinhaltsstoff von Betonica officinalis L. – Allobetonicosid – verhält sich auf Papier- und Dünnschichtchromatographie sehr ähnlich dem Harpagid, der in einem speziellen Reagens dieselbe dunkelbraune Farbreaktion aufweist. Allobetonicosid wurde vor den Untersuchungen von Jeker nicht als eigene Substanz erkannt.
Chemotaxonomische Untersuchungen an Stachys recta L. und Stachys anisochila Vis. & Pančić haben zur Isolierung der Iridoide Acetylharpagid, Ajugol, Ajugosid, Harpagid, Melittosid geführt; daneben fanden sich sechs Flavonoidglykoside, welche Allose enthielten. Die sechs Scutellarin-Verbindungen und fünf Iridoide – außer dem weitverbreiteten Iridoid Acetylharpagid – die aus Stachys isoliert wurden, konnten in den HPLC-Analysen von Jeker nicht nachgewiesen werden. Diese phytochemotaxonomischen Analysen unterstreichen daher große chemische Unterschiede im Flavonoid- und Iridoid-Muster zur Stachys recta-Gruppe und bestätigten die taxonomisch vorgenommene Abgrenzung der beiden Gattungen. Als chemotaxonomische Marker eignen sich auch Derivate des Flavonoids Tricetin, das in Ziesten nicht gefunden wird.

### Pharmakologische Wirkung der Inhaltsstoffe
Jeker untersuchte in medizinischen Tests die Wirkung der Inhaltsstoffe auf sedative Wirkung, Calciumantagonistische- und antibakterielle Aktivität. Als natürliches Sedativum wurde „Herba Betonicae“ schon in der Antike und im Mittelalter als Schlafmittel verwendet. Der Rohextrakt zeigte jedoch keine Wirkung. Der isolierte Inhaltsstoff L-Tryptophan war als schlafinduzierendes Medikament zeitweise im Umlauf, wurde jedoch wegen großer Nebenwirkungen vom Markt genommen. Eine schwache Aktivität zeigt der Rohextrakt gegen Bacillus subtilis und Micrococcus luteus. Tests der zwar geringen Mengen an ätherischen Ölen von Betonica divulsa (als Stachys alopecuros subsp. divulsa) zeigten eine starke cytotoxische Aktivität. Sowohl an Linien mit Brustkrebszellen als auch Hautkrebsmelanomen konnten wachstumshemmende Effekte beobachtet werden. Insbesondere an Hautkrebsmelanomen wurde starke Aktivität festgestellt. Die Leiter der Studie erhoffen sich aus den vorläufigen Ergebnissen und weiteren klinischen Tests die mögliche Eignung in chemopräventiven Therapien der ätherischen Öle von Betonica divulsa.

## Systematik und Verbreitung

### Taxonomie und Etymologie
Die Gattung Betonica wurde 1753 von Carl von Linné in Species Plantarum, Tomus II, S. 573 aufgestellt.
Der Name „Betonien“ entstammt dem lateinischen: bētōnica, das sich zum Beispiel in Plinius Naturkunde oder Scribonius Largus findet; auch der Begriff vettōnica schien gebräuchlich, den Plinius ebenfalls erwähnt, oder der sich in Pelagonius De re veterinaria findet. Die Namen gehen auf den keltischen Stamm der Vectōnēs oder auch Vettōnēs, der in Lusitanien auf der iberischen Halbinsel lebte. Die romanischen Formen, wie zum Beispiel ital. bettonica, span. betónica oder frz. bétoine haben sich zum Teil in Dialekten mit britannicus (= britisch) gemischt. Eine Herkunft aus dem keltischen bentonic, wie zum Beispiel Georg Christoph Wittstein behauptet, ist jedoch ausgeschlossen. Die Betonienart Echte Betonie wurde auch als „Batunge“ und ähnlich bezeichnet, wobei damit auch Geflecktes Lungenkraut, Gelb-Betonie oder verschiedene Primelarten (Primula farinosa, Primula minima und Primula veris) gemeint gewesen sein könnten.

### Botanische Geschichte
Die Gattung Betonica wurde von zahlreichen Autoren als eigene Sektion in die Gattung der Zieste (Stachys) gestellt, beispielsweise in der Flora Europaea, 1972. Nach der Klassifikation von Bhattacharjee (1980), sind Betonica und Stachys aufgrund großer morphologischer Unterschiede (die Blüten bei Betonica sind sitzend, bei Stachys gestielt, anatomisch ist in allen Repräsentanten in Betonica ein adaxiales Phloem im Blattstiel, sowie den Klausen vorhanden, ohne das dabei vernarbte Verdickungen im Sklerenchym auftreten, während keines dieser Merkmale in Stachys gefunden wird), unabhängige Gattungen der Lippenblütler. Chemotaxonomische und molekularbiologische Merkmale haben dies bestätigt. Die Gattung Betonica ist damit nur entfernt mit der Gattung Stachys verwandt und gehören nicht einmal in dieselben Tribus Stachydeae, sondern haben sich als Schwestergruppe der Hohlzähne (Galeopsis) herausgestellt. Die phylogenetischen Daten konnten dabei 2011 noch nicht auflösen, welchem Tribus die Betonien angehörig sind.
Der Status der Gattung Betonica wurde lange kontrovers diskutiert. George Bentham gliederte die Gattung in „Labiatarum Genera et Species“ in zwei Gruppen in Stachys ein: Betonica und Alopecuros. Pierre Edmond Boissier betrachtete Betonica in der „Flora Orientalis“ als von Stachys unabhängige Gattung. John Isaac Briquet folgte in Adolf Englers „Die natürlichen Pflanzenfamilien“ der Ansicht von Bentham und gliederte Betonica wiederum in Stachys ein. Reba Bhattacharjee hob die Gattung dann erstmals zu einem Subgenus in Stachys hervor. Diese auf morphologischer Basis gemachte Unterscheidung der Gattung Stachys in die Subgerera Stachys und Betonica führte zu einer weiteren Unterscheidung innerhalb des Subgenus: Dabei beruht die Unterscheidung der Sektionen auf dem Vorhandensein von Sternhaaren auf den Blättern und den Blüten sowie der Form, Länge und Breite der Blattspreiten.
- Sektion Betonica mit den Arten Betonica alopecuros (als Stachys alopecuros), Betonica grandiflora (als Stachys macrantha), Betonica hirsuta (als Stachys monieri), Betonica officinalis (als Stachys officinalis) und Stachys serbica.
- Sektion Macrostachya mit den Arten Betonica betonicifolia (als Stachys betonicifolia), Betonica nivea (als Stachys discolor), Betonica orientalis (als Stachys macrostachya) und Betonica scardica (als Stachys scardica).

### Arten und ihre Verbreitung

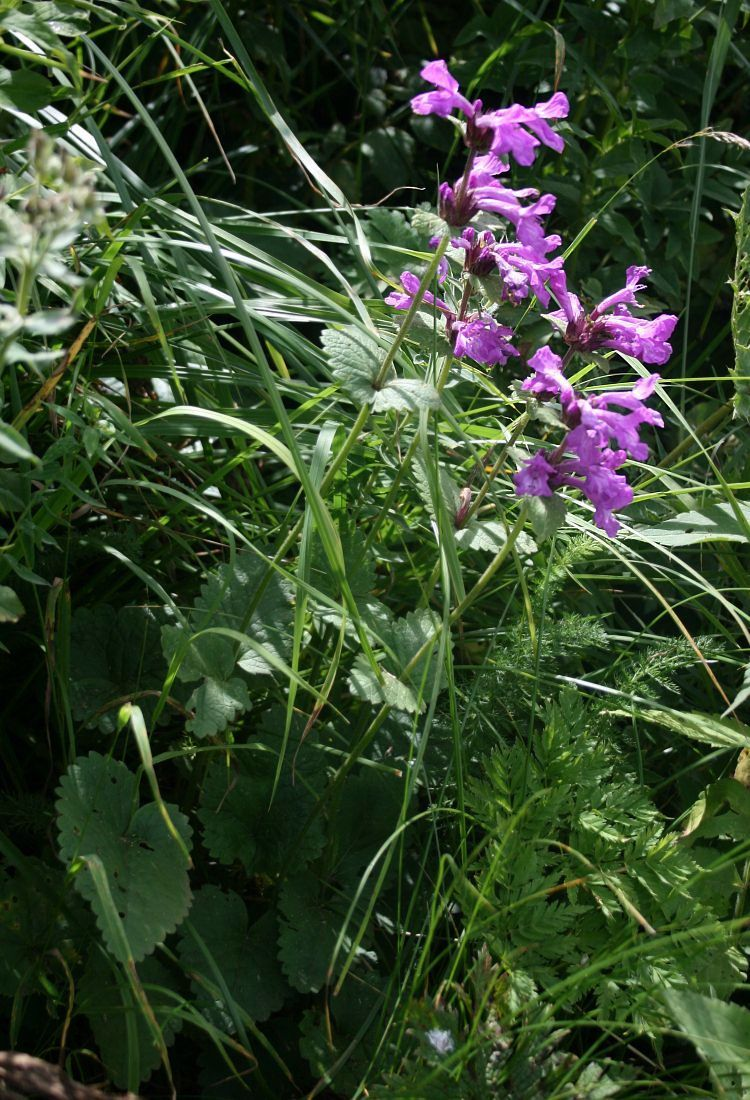
Blütenquirl der Großblütigen Betonie (Betonica grandiflora) vom Wildstandort in Georgien in einer Höhenlage von etwa 2070 Meter

Zur Gattung Betonica werden 1993/94 12 bis 17 in Europa, Südwest- und Zentralasien verbreitete Arten gezählt. In Europa sind neun von ihnen heimisch. Nach Osten reicht das Areal der Gattung bis in den Tienshan. Ein Verbreitungsschwerpunkt liegt im Alpenraum, dem Balkan sowie im Kaukasusgebiet.

#### Europäische Artengruppen
Zwei europäische Taxa bilden nah verwandte Artengruppen: Betonica officinalis s. l. und Betonica allopecuros s. l. Den teilweise komplexen Verwandtschaftsverhältnissen hatte die Schweizerin Marianne Jeker eine morphologisch-chemotaxonomisch-systematische Dissertation gewidmet. Aus der statistischen Auswertung morphologischer Merkmale kultivierter und herbarisierter Pflanzen sowie Kreuzungsversuchen erarbeitete sie aufgrund univariater und multivariate statistischer Ergebnisse eine Revision im Artstatus aller bis dato beschriebenen europäischer Betonien. Da innerhalb der Gattungsgrenzen keine genetischen Verwandtschaftsdiagnose herausgebracht wurde (Stand März 2015), bleibt diese Arbeit zurzeit die einzige moderne Pflanzenmonographie für die Europäischen Vertreter der Gattung.
- Nach Jeker 1993 umfasst die Betonica officinalis-Gruppe: Betonica officinalis L. s. str., Betonica serotina Host, Betonica stricta Aiton und Betonica haussknechtii (Nyman) Hausskn.[32][33] In der Flora Europaea wurde Betonica officinalis L. mit Ausnahme von Betonica haussknechtii (Nyman) Hausskn. nicht mehr weiter untergliedert.

In einschlägigen Florenwerken (Hegi — Illustrierte Flora von Mitteleuropa, Hess — „Flora der Schweiz und angrenzender Gebiete“) wurde Betonica officinalis ebenfalls als Artengruppe aufgefasst, die je nach Florenwerk bzw. Autor in unterschiedlich viele Taxa zerfällt.
Nach Jeker differenzieren sich Betonica officinalis s. str. und Betonica serotina in vielen Merkmalen sehr gut. Betonica stricta sowie Betonica haussknechtii sind von Betonica officinalis ebenfalls abtrennbar, wobei die Abtrennung zwischen Betonica haussknechtii und Betonica stricta untereinander jedoch Schwierigkeiten bereitet, nicht jedoch zu den beiden anderen. Dabei vervollständigte Jeker die frühere Ansicht das Betonica stricta überwiegend eine hochmontane Form der Vogesen sei durch weiteren Befunde aus den Pyrenäen und den Alpes-Maritimes.
- Betonica alopecuros s. l. zerfällt nach Jeker in: Betonica alopecuros L. s. str., Betonica divulsa Ten. und Betonica jacquinii Gren. & Godr..[32][33] Diese taxonomische Trennung deckt sich dabei mit der geographischen: Betonica alopecuros s. str. findet sich im westlichen Arealgebiet, Betonica divulsa in den Abruzzen und Betonica jacquinii in Ost- und Südosteuropa.

#### Kaukasische Artengruppe
Ebenso findet sich im Kaukasus-Elburs Raum eine eigene spezialisierte Artengruppe die einen Hochgebirgsformenkomplex um Betonica nivea bildet: die früher als Unterarten von Betonica nivea aufgefassten Betonica ossetica und Betonica abchasica gelten heute übereinstimmend als gültige Arten.

#### Vollständige Artenliste (Stand 1954)
- Betonica abchasica (N.P.Popov ex Grossh.) Chinth.: Die Heimat sind Kalkgebirge im Westkaukasus und Transkaukasien.[35][36]
- Gelb-Betonie, Gelber Ziest, Fuchsschwanz-Ziest (Betonica alopecuros L.): Die Heimat sind die alpinen Regionen West-Europas. Neben der Nominatform noch zwei Varietäten:
  - Betonica alopecuros var. divulsa  Ten.: Die Heimat ist die Apennin-Halbinsel.
  - Betonica alopecuros var. jacquinii Gren. & Godr.: Die Heimat sind die dinarischen Länder.
- Betonica betoniciflora (Rupr. ex O.Fedtsch. & B.Fedtsch.) Sennikov:[37] Die Heimat ist Zentralasien.
- Dichtblüten-Betonie, Alpen-Betonie (Betonica hirsuta L.): Die Heimat sind die Alpen.
- Großblütige Betonie (Betonica grandiflora Willd.): Die Heimat ist der Kaukasusraum.
- Betonica nivea Stev.: Die Heimat ist der Kaukasus.
- Echte Betonie, Heil-Ziest (Betonica officinalis L.): Die Heimat ist Europa und West-Sibirien. Als Artgruppe mit den nah verwandten Arten:
  - Betonica haussknechtii (Nyman) Hausskn.: Die Heimat ist die südliche Balkanhalbinsel.
  - Späte Betonie (Betonica serotina Host): Die Heimat sind die Süd-Alpen, die Küstenländer der Ostadria: Slowenien, Kroatien und Montenegro.
  - Betonica stricta Aiton: Vogesen, Pyrenäen.
- Betonica orientalis L.: Das Verbreitungsgebiet reicht von der östlichen Türkei bis zum nordwestlichen Iran.[36]
- Betonica ossetica (Bornm.) Chinth.: Die Heimat ist der östliche Kaukasusraum.[36]
- Betonica scardica Griseb.: Die Heimat ist die zentrale und südliche Balkanhalbinsel: Serbien, Makedonien, Albanien, Griechenland.

### Verbreitung
Der Verwandtschaftskreis der Betonien entfaltet sich größtenteils in der höheren montanen Stufe der submeridionalen Gebirge von der westlichen Metiterraneis bis zum Tienschan (Betonica betoniciflora) mit einem Zentrum im Großen Kaukasus und Transkaukasien (Betonica orientalis, Betonica grandiflora, Betonica nivea, Betonica abchasica, Betonica ossetica). Als Element der mittelmeerischen Hartlaubvegetation wird die Späte Betoniein mediterranen Garigues im pflanzensoziologischen Verband Cisto-Ericion wie in Istrien, dem Kvarnergolf, Dalmatien und der Halbinsel Pelješac in Kroatien beobachtet.
Die in verschiedene Rassen aufgegliederte Sippe der Echten Betonie besiedelt als einzige ein ausgedehntes temperates Areal, das vom Atlantik bis zum Ural reicht (mit einer Exklave in der Kabylei in Nordafrika). Die zentralasiatisch verbreitete Betonica betonicifolia kommt ebenso über einen großen Verbreitungsraum vor, während Hochgebirgsarten oft nur regionale Verbreitungsschwerpunkte besitzen. So haben die Kaukasischen Arten Betonia abchasica und insbesondere Betonica ossetica ein diskontinuierliches Areal mit nur regionalen Vorkommen. Betonica nivea wiederum besiedelt vom Ostkaukasus bis in den Elburs wieder ein weiter ausgreifendes jedoch unzusammenhängendes Areal.

## Kulturgeschichte

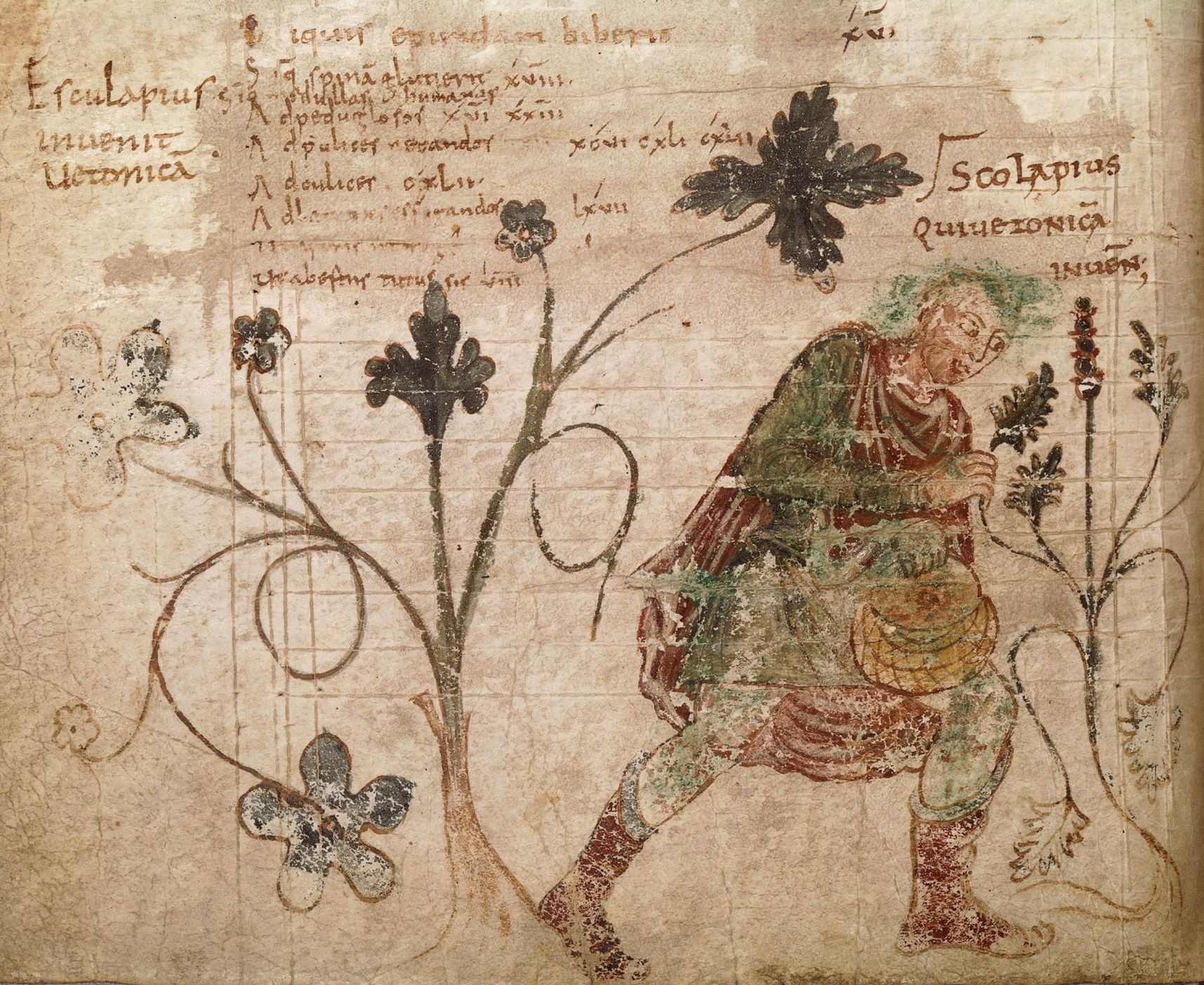
Aesculap entdeckt die Echte Betonie — Anonymer Medizinischer Kodex nach Pseudo-Apuleius (Herbei de Pseudo Apuleius). Karolingerzeit, Mitte des 9. Jahrhunderts. Folio mit Pflanzen-Abbildung und Bebilderung zur Ernte der Droge der Echten Betonie. Französische Nationalbibliothek, Paris

### Antike
Seit Dioskurides Materia medica (Viertes Buch mit der Abhandlung zur Betonie) war die Betonie im Arzneischatz der Antike eine bedeutende Heilpflanze. Auch Plinius der Ältere behandelte die Betonie in seinem naturkundlichen Werk Naturalis Historia in den Bänden 26 und 27. Doch insbesondere Antonius Musa, Leibarzt von Kaiser Augustus, verfasste ein eigenständiges Traktat, der in der lateinischen Quellfassung eines Briefes an Marcus Agrippa erhalten ist und 47 medizinische Anwendungen nennt (Antonii Musae de herba vettonica liber). Diese Werke blieben erheblich für die pharmazeutische Indikation mittelalterlicher und neuzeitlicher Autoren.

### Klostergärten des Mittelalters
Die Echte Betonie, von der sowohl das Kraut (Blätter und Stengel) als auch der aus den Pflanzenteilen herausgepresste Saft verwendet wurden, ist seit dem Mittelalter fester Bestandteil der Klostergärten. Inventarlisten kaiserlicher Gärten Karls des Großen führen die Betonie ab dem Jahr 812. Diese fehlte noch im Capitulare de villis. Wahrscheinlich war Walahfrid Strabo durch die Beschreibung der Echten Betonie 827 im Lehrgedicht des Hortulus für die Aufnahme in die Pflanzenliste des St. Galler Klosterplans von 840 der Fürstabtei St. Gallen verantwortlich. Seitdem fehlte diese praktisch in keinem Kloster- oder Apothekergarten (Lehrgedicht Walahfried Strabo – vettonica):
Heil-Ziest / vettonica, Betonie (Betonica officinalis)

 „Mag auch in Bergen und Wäldern, in Wiesen und Talgründen ringsum,

 Aller Orten beinah, der Betonie köstliche Fülle

 Häufig wildwachsend stehn, so besitzt doch auch sie unser Garten,

 Und im bebauten Land gewöhnt er sie, sittsam zu werden.

 So viel Lob hat sie schon aus aller Munde geerntet,

 Dass meine Muse, wenn sie noch weiteres beifügen wollte,

 Alsbald, in eitlem Bemühen versagend, erkennte, es bleibe,

 Was sie auch vorbringen könnte, doch alles ganz ohne Nutzen.

 Wenn du es wohl unternimmst, sie zu pflücken und grün zu verwenden,

 Oder getrocknet dem schleichenden Winter sie aufzubewahren,

 Ob nun die Becher schäumenden Mosts deine Kehle erfreuen,

 Oder dir eher geduldig geklärte Gaben gefallen, -

 Allem wird die erstaunliche Kraft dieses Krautes entsprechen.

 So außerordentlich hoch, wir wissen es, schätzen sie manche,

 Dass sie glauben, durch ihre Heilskraft sich schützen zu können

 Gegen jegliche Not, die den Körper innerlich angreift.

 Ununterbrochen pflegen deshalb sie täglich zu trinken

 Diese kräftige Sorte des heilsamen Medikamentes.

 Außerdem, wenn dein Kopf von feindlicher Wunde getroffen

 Leidet und krankt, dann lege die heilige Pflanze, zerrieben,

 Fleißig als Umschlag dir auf, und alsogleich wirst du bewundern

 Ihre heilende Macht, denn fest wird die Wunde sich schließen.“
Vettonica, Betonica officinalis

 Montibus et silvis, pratis et vallibus imis

 Vettonicae pretiosa licet collectio cunctis

 Paene locis superest passim, tamen hanc quoque noster

 Hortus habet cultaque docet mansuescere terra.

 Haec tantum meruit generali nomine laudis,

 Ut si quid mea Musa velit superaddere, tandem

 Mole operis devicta sui, iam sentiat, illa

 Utilitate minus quicquid deprompserit esse.

 Hanc viridem si forte tuos coneris in usus

 Carpere, siccatamve hiemi deponere pigrae,

 Turbida sive tuas oblectant pocula fauces,

 Seu potius longo tibi defaecata labore

 Dona placent, huius virtus mirabilis herbae

 Omnia sufficiet, quam quosdam pendere tanti

 Novimus, ut contra totam quae iniuria corpus

 Impetit interius, muniri viribus eius

 Sese posse rati, soleant haurire diebus

 Continuis hoc acre genus medicaminis almi.

 Praeterea caput infesto si vulnere fractum

 Tabuerit, tum crebra terens imponito sacrae

 Tegmina vettonicae, statim mirabere vires

 Illius, in solidum fuerit dum clausa cicatrix.
Diese Nutzung wird in historisch nachempfundenen Klostergärten angetroffen.

### Zierpflanzen

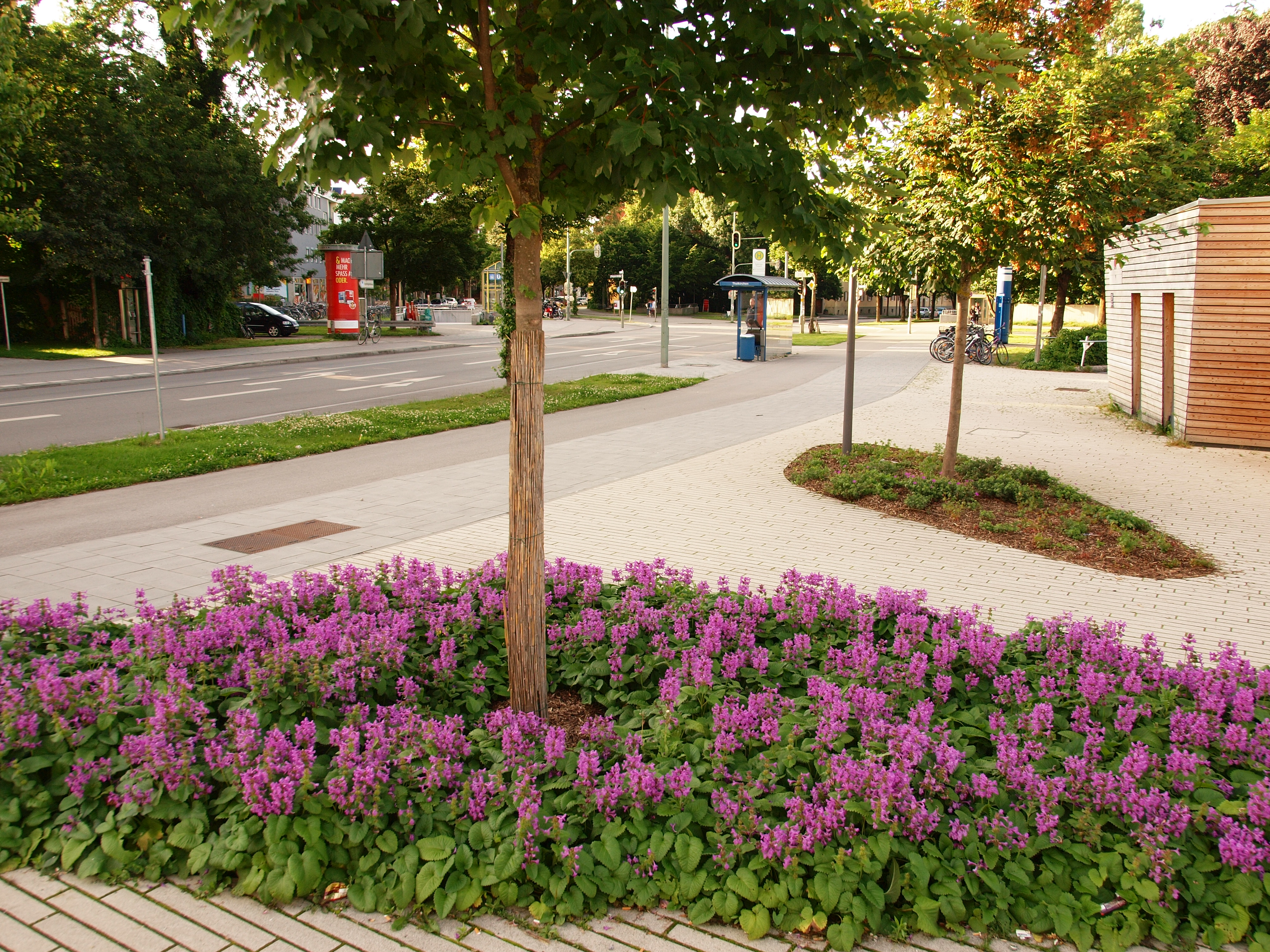
Als Zierpflanze trifft man die robust wachsende B. grandiflora auch an öffentlichen Plätzen (hier in München-Thalkirchen). Dabei entspricht die hier verwendete Sorte 'Superba' mit ihrem dichten Scheinquirl der eigentlichen Nominatform, die var. macrantha mit nur einfachen Scheinquirl ist gärtnerisch weniger wertvoll. Diese langlebige Staude kann über 30 Jahre an ihrem „Pflanzplatz“ gedeihen.

Einige Betonien haben sich als attraktive Zierpflanzen etabliert. Dabei wurden vom Chicagoer Botanischen Garten in einem vergleichenden Sichtungstest die Echte Betonie, die Großblütige Betonie, die Kaukasus-Betonie (Betonica nivea, als Stachys discolor) und insbesondere die Sorte „Humelo“ der Alpen-Betonie (Betonica hirsuta als Stachys monieri) wegen der attraktiven Blüten und der langen Blühzeit als empfehlenswert ausgezeichnet.